# Comisión Mexicana de Ayuda a Refugiados
La Comisión Mexicana de Ayuda a Refugiados (Comar, por su acrónimo) es un órgano desconcentrado de la Secretaría de Gobernación de México. Fue establecido por decreto del presidente José López Portillo el 22 de julio de 1980.
Tiene la misión de efectuar recomendaciones en materia de refugio y proponer soluciones que logren la integración de refugiados en México, así como un óptimo desarrollo dentro de la sociedad mexicana y en determinados casos gestionar la repatriación voluntaria.

## Creación
En la década de los ochenta, cuando se efectuó espontáneamente el éxodo masivo de centroamericanos al sur de México, la Secretaría de Gobernación, conjuntamente con la Secretaría de Relaciones Exteriores se dedicaron a la elaboración de un decreto que creara un organismo de carácter permanente e intersecretarial el cual fue denominado: Comisión Mexicana de Ayuda a Refugiados (Comar), con el propósito de dar atención a la población refugiada de origen centroamericano. 
El decreto de creación de la Comar estableció como sus objetivos principales el estudio de los problemas y necesidades de la población refugiada, así como proporcionarles protección en contra de la devolución y asistencia después de obtenido el reconocimiento de la calidad de refugiado. Desde sus comienzos, la Comar ha trabajado de cerca con la oficina del Alto Comisionado de las Naciones Unidas para los Refugiados.

## Labor
Durante la década de los ochenta y noventa, la Comar atendió exclusivamente al éxodo de refugiados centroamericanos establecidos mayoritariamente en campamentos ubicados en el estado de Chiapas; posteriormente en 1984 se reubicaron a Campeche y Quintana Roo. La llegada masiva de miles de centroamericanos que escapaban del conflicto armado latente en su país durante esa época, significó para el gobierno en turno un gran reto. Los gobiernos centroamericanos solicitaban que México procesara el regreso de sus nacionales y cerrar la frontera ante nuevos arribos. Los Estados Unidos por su parte, presionaban para que el gobierno mexicano frenara la ola guerrillera. Sin embargo, México decidió abrir sus brazos y ofrecer la protección y asistencia, para dar refugio a todas las personas que habían llegado al país, apegándose a su tradición de asilo que México ha forjado desde su vida independiente en el concierto de las Naciones.
El gobierno de México, a través de la Comar, conjuntamente con el ACNUR, reconoció en 1982 bajo la figura de prima facie (declarar el status de refugiado) aproximadamente a 46,000 refugiados de origen guatemalteco. A partir de este momento, México asumió el compromiso internacional de ofrecer protección y asistencia a las poblaciones refugiadas, de acuerdo a las Estatutos de los refugiados derivados de la Convención de 1951. Es importante señalar que debido a que en los años ochenta aún no existía el término de "refugiado" dentro de la legislación mexicana, la característica migratoria que fue concedida a dichas personas se llamó «visitantes fronterizos temporales (FM3 y FM8)».

## Apoyo a la integración definitiva
En 1996, terminados los conflictos armados en Guatemala, y en un marco de cooperación con el Alto Comisionado de las Naciones Unidas para los Refugiados (ACNUR) y  la Comunidad Europea, el gobierno de México anunció una nueva política orientada a solucionar definitivamente el flagelo de los refugiados guatemaltecos. La disposición consistió en abrir la posibilidad de regresar definitivamente a su país o naturalizarse como mexicano para permanecer definitivamente en México; a este Modelo el representante del ACNUR Luis Varese, lo denominó el Modelo mexicano de solución definitiva y duradera. Con ello, México implementó un programa de integración y de repatriación voluntaria, respetando, en todo momento, el principio de No Devolución.
El gobierno mexicano, para apoyar la iniciativa de una nueva política en materia de refugio, firmó en presencia de los Presidentes de México y de Guatemala, en enero de 1997, el Convenio Internacional de Cooperación para el Financiamiento, entre la Comunidad Europea y la República de México, con el objeto de contribuir a la implementación de la nueva política en materia de refugio, mediante el desarrollo del Proyecto de Apoyo a la Integración Definitiva (PAID).

## Coordinadores Generales
| Coordinador General                     | Periodo     |
| --------------------------------------- | ----------- |
| Gabino Fraga Mouret                     | 1980 - 1981 |
| Ángel Luis Ortiz Monasterio Castellanos | 1981 - 1983 |
| Óscar González César                    | 1984 - 1988 |
| Esteban Garaiz Izarra                   | 1988 - 1991 |
| Erasmo Sáenz Carrete                    | 1991 - 1994 |
| Carlos Vejar Ramos                      | 1994 - 1995 |
| Alejandro Carrillo Castro               | 1995 - 1996 |
| Pedro Joaquín Coldwell                  | 1996 - 1997 |
| Pedro Vásquez Colmenares                | 1997 - 2000 |
| Socorro May López                       | 2001 - 2002 |
| Miriam Morales Sanhueza                 | 2002 - 2006 |
| Norma Dolores Sabido Peniche            | 2007        |
| Katya Somohano Silva                    | 2007 - 2012 |
| Sandra Velasco Ludlow                   | 2013 - 2017 |
| Anel Sánchez Johnson                    | 2017 - 2018 |
| Andrés Ramírez Silva                    | 2018 - 2024 |

## Escándalos
De 2018 a 2024, la COMAR se ha visto envuelta en escándalos relacionados con la venta de trámites a los solicitantes de la condición de refugiado, en específico la oficina de Tapachula,  donde el titular Andrés Alfonso Ramírez Silva protegió a los mando altos relacionados con su esfera, además su mandato se vio opacado por su nula acción para evitar la ocupación de las zonas públicas al rededor de las oficinas de la COMAR, su mala administración provocó la expulsión de la COMAR de su cede en la delegación Cuauhtémoc. Sumado a eso, algunas de las sedes que se pregonan como oficinas de representación son simples oficialías de partes, como en Cancún, Quintana Roo y CD. Juárez, Chihuahua.